# Passerelle (Luxembourg)
Pour les articles homonymes, voir Passerelle.
La Passerelle (officiellement pont Viaduc, en luxembourgeois : Al Bréck, soit vieux-pont en français) est situé à Luxembourg-Ville, dans le sud du Luxembourg. Il relie le boulevard Franklin Delano Roosevelt (lb), en Ville-Haute, à l'avenue de la Gare, dans le quartier de la gare et permet à la route nationale 50 de franchir la vallée de la Pétrusse et est de ce fait une importante route reliant le centre-ville, la Ville-Haute, et le sud de la ville.

## Toponymie
Le pont est couramment nommé d'après l'ancienne passerelle en bois qu'il a remplacé.

## Histoire

### Contexte
La Ville-Haute était accessible par une passerelle en bois franchissant la Pétrusse depuis le plateau Bourbon, qui s’avérera insuffisante avec le développement du quartier de la gare après l'ouverture de la gare ferroviaire en 1853.

### Le pont

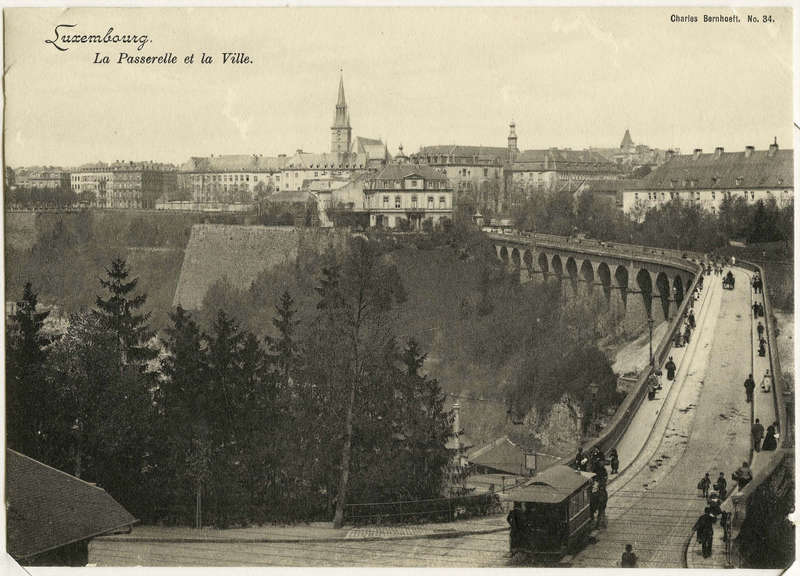
La Passerelle au début des années 1900.

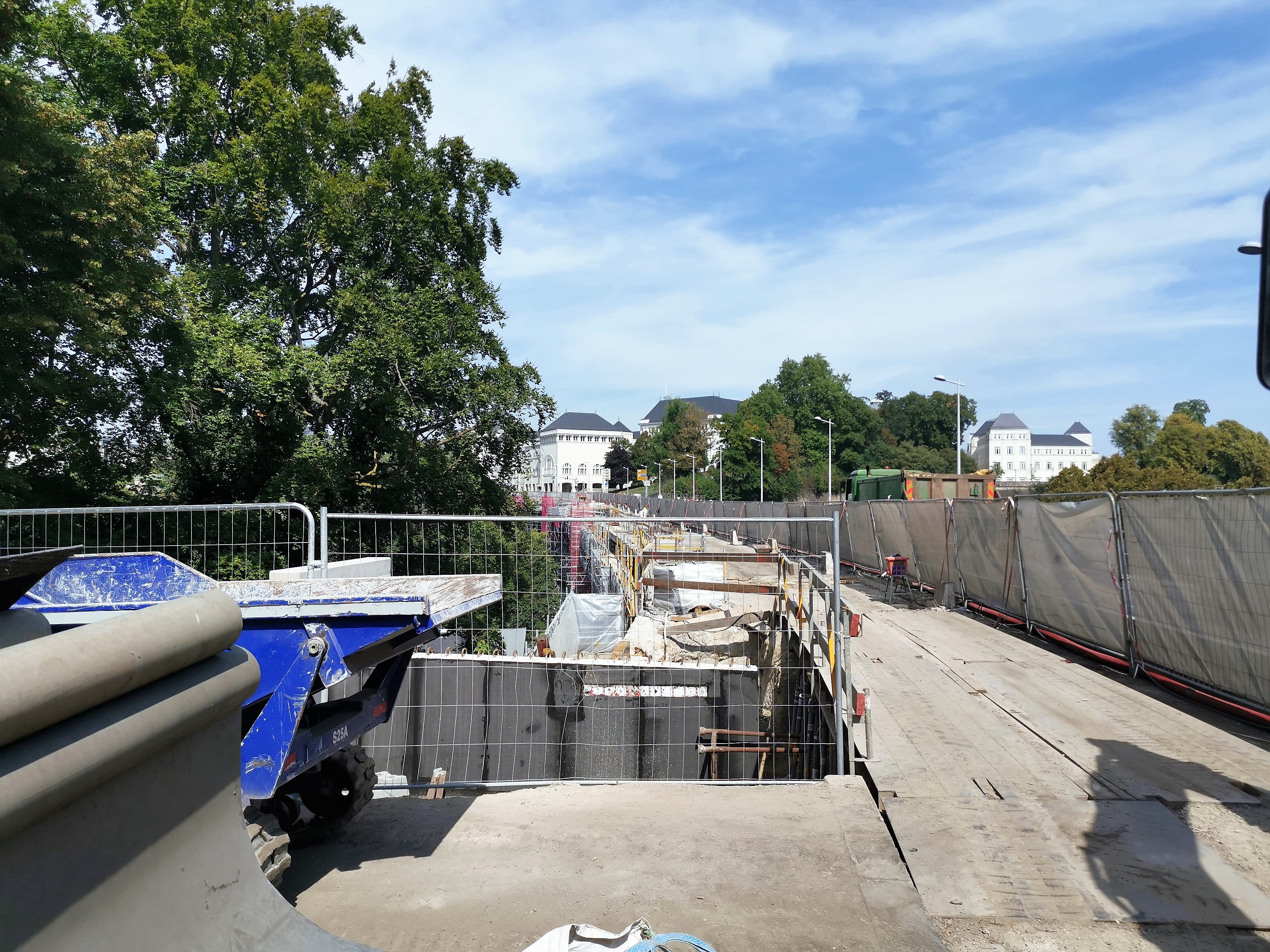
Travaux d'élargissement en 2019.

Les autorités décidèrent de la remplacer par un ouvrage en maçonnerie, dont la conception est confiée aux ingénieurs Edouard Grenier et Auguste Letellier. L'ouvrage, dont la construction est confiée à la société britannique Waring Brothers, est construit entre 1859 et 1861,.
Le viaduc, disposant d'un tablier de 7,50 m de large, est vite rendu insuffisant par de le démantèlement de la forteresse en 1867, qui conduira à la construction du pont Adolphe, inauguré en 1903. L'ancien tramway de Luxembourg emprunte le viaduc à partir de 1875.
Entre 1959 et 1960, la passerelle voit son tablier élargi, passant de 7,5 à 15,30 mètres.
Au printemps 2018 commencent de nouveaux travaux d'élargissement de la passerelle : d'une durée de 411 jours ouvrables, soit un peu moins de deux ans, ils permettent d'élargir l'ouvrage de 15,30 à 17,70 mètres de large. Une nouvelle passerelle en encorbellement de 4,50 mètres de large est posée côté ouest en appui sur la structure existante, supportant trottoir et piste cyclable et de l'autre côté, le trottoir est élargi de 20 cm. La chaussée, auparavant composée de deux voies de circulation en direction de la Ville-Haute, est dotée d'un couloir bus à contresens en direction de la gare de Luxembourg, et les voies existantes sont aussi élargies. Enfin, le garde-corps est remplacé par une structure anti-suicide similaire à celle du pont grande-duchesse Charlotte.
Le chantier est estimé à 9,1 millions d'euros. Une phase importante de ce chantier a nécessité du 1er octobre 2018 à fin 2019 de fermer le trottoir ouest et la piste cyclable, impliquant une déviation de l'itinéraire cyclable par le pont Adolphe.

## Caractéristiques
La Passerelle est un pont en arc constitué de 24 arcs dont les travées sont espacées de 8 à 15 mètres pour les arcs centraux, pour une longueur totale de 290 mètres, et une hauteur maximale de 45 mètres au dessus de la Pétrusse, les plus hautes piles ne mesurant toutefois que 30 mètres de haut (les arcs ne sont pas comptés comme des piles).
Le pont a été construit en courbe pour des raisons stratégiques, dues au fait que la forteresse de Luxembourg était encore active à sa construction : Cela permettait de tirer des boulets de canon en ligne droite depuis le plateau du Saint-Esprit.